# テレポートプラス
『テレポートプラス』は、福島テレビで2018年4月2日から毎週月 - 金曜日夕方に放送されている夕方の福島県向けローカルニュース番組である。
旧番組名は『FTVテレポートプラス』（エフティーヴィーテレポートプラス）。2019年4月1日の放送から福島テレビの愛称として「福テレ」が採用されたことに伴い、番組名をFTVを取り除いた『テレポートプラス』に変更している。

## 番組概要
- 2018年3月30日（平日版）、3月31日（土曜版）まで放送の「FTV みんなのニュース」をリニューアルする形で放送開始[1]。
- 「テレポート」はTBS系列とのクロスネット時代の1973年から2003年にかけて福島テレビの夕方帯情報・報道番組で形を変えつつ(FTVテレポート→テレポート525→テレポート→Lばんテレポート)使用されてきたタイトルであるが、開局55周年を迎える2018年に復活する格好となった。
- キー局・フジテレビでは番組開始日に「みんなのニュース」をリニューアルした「プライムニュース イブニング」が放送開始。系列局の多くがフジテレビに合わせて「プライムニュース」のタイトルを使用した形での改題を行うが、福島テレビでは1999年開始の「FNN FTVスーパーニュース テレポート」[注釈 1]以来、報道時間帯→番組全体に入れられてきたフジテレビと同じタイトルを入れず、独自タイトルとした上で、(「プライムニュース イブニング」を)内包することとなった。
- 番組構成と出演者は「みんなのニュース」時代とほぼ変わっていない。「キカク!」の一部コーナーも「みんなのニュース」時代からのカウントで放送している。
- 毎年2024年までは、東日本女子駅伝の開催2日前の金曜日には解説の増田明美がスタジオに生出演し、17時台ほぼ全てに出演。斎藤気象予報士と天気やマラソンについてトークするのが恒例となっていた（2024年をもって大会終了）。
- 不定期で、17時台全編を生中継で放送する場合がある（主にGW、お盆、大型店開店時など）。その場合、18時台ニュース担当アナ以外は中継先からの出演となる。ニュースは福島テレビ本社のスタジオから放送。18時台の天気も中継先から伝え、エンディングも中継先から放送する。
- 全国レベルの重大ニュースが発生した場合は、17時台のローカルパートを休止し『Live News イット!』を第2部16:50から第3部18:09まで通しでネット（16:40 - 16:50のオープニングは16時台に『Live News イット! 第1部』（15:45 - 16:50）、或いは『Live  News イット!』緊急特番（14:45 - 15:45）が何れも臨時でFNN報道特別番組扱いとして組まれない限りは通常通り放送）するか、上記の『Live News イット! 第1部』（15:45 - 16:50）も含めて、16:49.15、16:50、17:12.30、18:09の何れかの時間までネットする場合がある。
- 2019年4月1日から、FNNキー局であるフジテレビは『Live News イット!』を開始するが、当番組は継続の上（タイトル冠の「FTV」が取れるのみ）で、平日版の番組開始時刻が5分繰り上がり、16:45 - 19:00（後に16:40 - 19:00）の放送となる[2]。また、同日から新社屋に移転したことに伴い、スタジオも『FTVテレポート』時代の1995年より使用していた情報センターから、同センターと旧社屋第1スタジオを統合した新スタジオに移り、『サタふく』と共用する形になった。日曜日は報道局内のブースから「FNN Live News イット!」として伝えている。
- 2024年1月4日から『Live Newsイット！』第1部がネット開始され、ローカルパートの内容を紹介する『テレポートプラス』としてのオープニングは16:49.15へ変更。放送時間上（EPG）は16:50開始だが、『イット!』第2部となっている。
- 「catch!」、「福テレ防災ラボ」、「福テレ空ネット」のコーナーは放送後、福島テレビ公式YouTubeチャンネルにアップされている。
- 2024年4月1日からはさらにイット!17時台をフルネット化と同時に番組開始当初から続いた17時台の情報パートが廃止され、18時台のニュースパートのみとなった[3]。17時台の自主製作パートは2008年3月の『FTVスーパーニュース』で一旦廃止された後、2014年の『FTVスーパーニュース』から再開しており、再度廃止する形となった。

## 放送時間
| 期間 | 期間       | 放送時間（JST）         | 放送時間（JST）                |
| 期間 | 期間       | 月曜日 - 金曜日         | 土曜日                         |
| --- | ---------- | ----------------------- | ------------------------------ |
| 2018.4.2 | 2019.3.30  | 16:50 - 19:00（130分）1 | 17:30 - 18:25（55分）          |
| 2019.4.1 | 2020.9.26  | 16:45 - 19:00（135分）  | 17:30 - 18:25（55分）          |
| 2020.9.28 | 2023.4.1   | 16:40 - 19:00（140分）  | 17:30 - 18:25（55分）          |
| 2023.4.3 | 2023.12.25 | 16:40 - 19:00（140分）  | (放送なし) →サタふくに内包化。 |
| 2024.1.4 | 2024.3.31  | 16:50 - 19:00（130分）2 | (放送なし) →サタふくに内包化。 |
| 2024.4.1 | 現在       | 18:09 - 19:00（51分）   | サタふくに内包。               |
| 備考 - 1 実際は16:49開始。冒頭1分間は福島のスタジオから17時台ローカルパートの内容を紹介していた。 - 2 実際は16:49.15開始。45秒間は福島のスタジオからローカルパートの内容を紹介。 |            |                         |                                |

- 土曜版は前番組に引き続いて、福島県内及びFNN系列局で唯一55分枠での放送をしていた。

日曜は17:30 - 18:00に『FNN Live News イット!』として、前半にフジテレビからの全国ニュース、後半に福島県内のニュース・天気を放送。
- 特番などによる放送の休止・内容・日時・時間変更は以下の通り。
  - 2018年12月28日 - 2019年1月3日…年末年始特番編成のため、休止。当該期間前後の2018年12月26日・27日、2019年1月4日は17時台のローカルパートを休止し、『プライムニュース - 』17時台を本番組内包扱いで臨時フルネット。通常ネットしていない17時台中盤・終盤のニュース部分や「酒井千佳の全国天気」を臨時ネットしたほか、「話題.com」も臨時同時ネットで放送した。18時台のローカルパートは通常通り放送されたが、特番編成のため18:30で放送終了となった。
  - 2019年12月27日…年末特番編成のため17時台を休止し、『Live News it!』17時台を本番組内包扱いで臨時フルネット。通常ネットしていない「ファンスポ!」「全国の天気」「3分ではてな」などを臨時ネットしたほか、「アレコレト!」も臨時同時ネットで放送した。18時台のローカルパートは放送されたが、特番編成のため18:30で放送終了となった。
  - 2020年12月28日…年末特番編成のため17:48 - 18:30に時間変更・短縮して放送。18:09までは『Live News イット!』をネットし[5]、18:09からは県内ニュース・天気予報に特化した内容でローカルパートを放送した。
  - 2019年4月29日 - 5月3日…17時台のローカルパートを休止し、『Live News it!』17時台を本番組内包扱いで臨時ネット。通常ネットしていない「515・550天気」「ファンスポ!」を臨時ネットしたほか、「アレコレト!」も臨時同時ネットで放送した（第125代天皇（現：上皇明仁）退位関連ニュースでコーナーが大幅変更された4月30日を除く）。16:45 - 16:50のオープニングと18時台のローカルパートは通常通り放送された[注釈 2]が、土曜日の放送に近い体制を取り、ニュースキャスター（4月29日 - 5月1日が坂井・菅家、5月2日・3日が伊藤・我如古）以外の出演者は休演となった。
  - 2020年1月以降の一部祝日は番組自体を全面休止とする場合があった。その場合、16:45 - 16:50に別のミニ番組を放送した後、16:50からは『Live News it!』を単独番組扱いで臨時フルネット。通常ネットしていない「ファンスポ!」「全国の天気」「3分ではてな」のほか、18時台関東ローカルパートの「はてな」「特報」「ニュース一気見せ"まるっと!"」を臨時ネットするほか、「アレコレト!」も臨時同時ネットする編成となっていた。ただし、同番組はフジテレビと同時刻ネットではあるが、18:50頃の「まるっと!」部分は福島テレビ報道フロアからの県内ニュース・天気予報に差し替えていた。
  - 2022年8月29日 - 9月2日…17時台を休止し、臨時的にイット！をネットした。
  - 2020年4月22日 - 5月7日…新型コロナウイルス感染症の関連情報の『Live News it!』拡大版を臨時ネットしていた。ただし、枠としては4月30日までは15:50から16:50までを『Live News it!』、16:50から19:00を通常通り『テレポートプラス』のタイトルで放送。
  - 2020年5月1日- 5月6日…17時台のローカルパートを休止し、『Live News it!』第1部を全編臨時ネットしていた。ただし、枠としては15:50 - 17:53までを『Live News it!』、17:53以降を通常の『テレポートプラス』となる。（祝日のときはこの体制をとることもある）
  - 2024年4月29日 - 5月3日…18:50 - 19:00に『サザエさん』傑作選を放送の為、10分短縮予定[6]。
- 4月17日からは『Live News イット!』第3部の18:45.30頃 - 18:55頃（まるっと!）をネットしている。ただし、19:00のエンディング終了まではネットせず、途中で飛び降りて福島テレビのスタジオからエンディングを行っている。
- 5月1日に『テレポートプラス緊急スペシャル　コロナと闘え！～私たちが今すべきこと～』のタイトルで、別枠扱いとして19:00 - 20:00にも拡大して放送。
- 2020年9月28日からは放送時間を5分拡大したうえ、17時台以降の編成について5分繰り上がることになった。また、ニュースコーナーのテロップ類を一部新しいものに変更した。
- 2023年4月3日から一部出演者のシフトを変更した。また、テロップを一新。初期2018年ごろのデザインに近い形になった。さらに時刻表示の上に座布団が設置された[7][8]。
- 2024年4月1日からはテロップをマイナーチェンジし、見出しを一行表示にした。

## タイムテーブル

### 平日版

#### 2024年4月以降は太字の部分のみ放送されている。
細字の部分は5時台非ネット時代の編成
| 時間     | 放送内容 | 備考 |
| -------- | --- | --- |
| 16:49.45 | オープニング | オープニングタイトル・出演者挨拶と今日のラインナップを紹介。気象予報士の斎藤恭紀は登場しない。 |
| 16:50    | 『イット!』 | 最新の全国ニュース。東京・フジテレビから放送。17:12.30に飛び降り後、CM前に福島市内の天気カメラ映像を背景に画面右下に「『テレポートプラス』 CMの後は福島から」とテロップが表示される。                                                                 |
| 17:14.30 | 17時台開始 | 改めて17時台の出演者が挨拶。斎藤恭紀はここから出演。 |
| 17:15    | 県内ニュース、気になるニュースピックアップ | 気になるニュースピックアップのコーナーでは、全国的に気になるニュースを福島県内の事情も踏まえて詳しく掘り下げる。 |
| 17:27頃  | あすNAVI LIVE | 中継企画 毎日福島県内から話題のところを中継で伝える。 |
| 17:35    | エンタ | フジテレビ「イット!」で4時台に放送されているエンタのコーナーを一部項目を抽出のうえで時差ネット |
| 17:40    | 福テレ 空ネット | ここでは天気予報以外にも身近な関心ごとについてTwitterで寄せられた意見なども参考にしながら、報道していくワイドショー的コーナーでもある。 天気予報（主要な地点のあすの天気と週間予報をざっくり伝える。） このあと、金曜日は、週末イベント情報を伝える。 |
| 17:45    | お天気キーワードプレゼント・抽選 | 情報キャスターが当選者を1名選んだ後に斎藤恭紀がカラーボールを引いて、プレゼントする商品を決定する。 |
| 17:47    | アンカーが6時台の見所を紹介 | |
| 17:48    | 『Live News イット!』 | 全国ニュース |
| 18:09    | 福島県内ニュース | 冒頭で18時台のオープニングCGが流れる。 |
| 18:28    | 特集 | |
| 18:37頃  | 福テレ防災ラボ →福テレ空ネット （天気予報）\|\|天気予報（視聴者からの投稿画像も紹介される） スタジオから福島テレビの独自予報で伝える。ただし、斎藤恭紀が不在の場合は独自予報ではなくウェザーニューズの予報を伝える。情報センターから放送していた2018年度は社屋前の駐車場や歩道橋から中継していた。 | |
| 18:45.30 | 『イット!』取材center24 | 最新の全国ニュース・スポーツ・エンタメ情報。東京・フジテレビから放送。 |
| 18:55    | 最新ニュース、プラスあさ天、エンディング | 最新ニュース、明日の天気のポイントを伝えて18:59に番組終了。 |

## 過去の企画

### 土曜版

#### 2019年4月 - 放送終了まで
| 時間     | 放送内容                                 | 備考 |
| -------- | ---------------------------------------- | --- |
| 17:30    | 『Live News イット!』                    | 最新の全国ニュース・スポーツ。東京・フジテレビから放送。                                                                   |
| 17:48.40 | ローカルパートオープニング・県内ニュース | |
| 18:00頃  | はてな                                   | 『イット!』平日版18時台の関東ローカル枠内で放送されている同名コーナーを、週内に放送されたものの中から1本抽出し録画ネット。 |
| 18:10頃  | 今週の県内ニュースハイライト             | |
| 18:16    | 天気予報                                 | |
| 18:20    | ジオグラフィックふくしま                 | 風景映像コーナー。 |
| 18:22    | エンディング                             | |

### 平日版
旬ネタWatch…17:25頃 2021年3月26日までは、FTV みんなのニュース時代から引き続き、「キカク!」として放送。
「500mの小さな旅」「うらたび」「フクカツ!」「さんちょく!」「プラス健康レシピ」「エキブラ」などの企画コーナーの他、『イット!』の「しらべてみたら」「お金になるニュース」を録画ネットする場合も（火曜日を中心に）ある。

## 出演者
幡谷・日野以降に加入したキャスター以外は全員『FTV みんなのニュース』から続投。○印は、福島テレビアナウンサー。
2020年度よりメインMCは「アンカー」と呼称される。
| 月曜                                 | 火曜        | 木曜        | 金曜        |
| アンカー                             | アンカー    | アンカー    | アンカー    |
| ------------------------------------ | ----------- | ----------- | ----------- |
| 豊嶋啓亮○                            | 豊嶋啓亮○   | 日野佑希人○ | 日野佑希人○ |
| 情報キャスター                       |             |             |             |
| 古賀ひかる○                          | 古賀ひかる○ | 大久保薫子○ | 大久保薫子○ |
| 取材キャスター・ニュースナビゲーター |             |             |             |
| 矢崎佑太郎○                          | 矢崎佑太郎○ | 松山理穂○   | 松山理穂○   |
| 気象キャスター                       |             |             |             |
| 斎藤恭紀（気象予報士）               |             |             |             |
| 郡山リポーター→あすNAVI LIVE         |             |             |             |
| 幡谷明里○                            |             |             | 幡谷明里○   |

### 土曜
- ニュースキャスター
  - シフト勤務

### 過去の出演者
- 柳沼雅貴（番組ディレクター） - キカク!「ひとり調査隊」担当。
- 寺本緒麻里○ - 2019年3月15日まで木曜・金曜 情報キャスター。産休のため一時降板。キカク!「500mの小さな旅」リポーターも兼務。2018年9月26日までは月 - 水の情報キャスター担当だった。
- 松永安奈（元福島テレビアナウンサー） - 2019年3月27日まで月曜 - 水曜 ニュースキャスター。キカク!「さんちょく!」リポーターも兼務。
- 福盛田悠（同上） - 2019年3月27日まで月曜 - 水曜 情報キャスター。キカク! 「フクカツ!」リポーターも兼務。2018年9月28日までは木・金の情報キャスター担当だった。番組自体は同年3月29日の出演（「フクカツ!」最終回）が最後となった。
- 神谷美寿々（同上） - 2019年3月29日まで木曜・金曜 ニュースキャスター。
- 小田島愛（同上） - 2019年4月4日から2020年3月27日まで木曜・金曜 情報キャスター。
- 伊藤亮太（同上） - 2022年4月1日まで木曜・金曜 ニュースキャスター。
- 八重樫葵（同上） - 2022年9月30日まで木曜・金曜・土曜 ニュースキャスター。
- 富永琴美（同上） - 2022年3月28日まで月曜 情報キャスター。2021年8月より出演、『FTV みんなのニュース』時代の2015年4月 - 2017年3月まで郡山リポーターを担当。
- 我如古梨乃（同上） - 2024年３月まで木曜・金曜情報キャスター。2019年4月より出演。
- 管家ひかる〇 - 2023年12月まで月曜・火曜・水曜情報キャスター。産休のため一時降板。

## FTV歴代の夕方ニュース
| 期間      | 期間       | 月曜日 - 金曜日                              | 土曜日                                    | 日曜日                                    |                         |
| --------- | ---------- | -------------------------------------------- | ----------------------------------------- | ----------------------------------------- | ----------------------- |
| 1973.10.1 | 1983.3.31  | FTVテレポート                                | FTVニュース                               | FTVニュース                               |                         |
| 1983.4.1  | 1985.3.31  | FTVテレポート                                | FTVテレポート                             | FTVテレポート                             | FNNニュースレポート5:30 |
| 1985.4.1  | 1985.12.28 | FNNスーパータイム                            |                                           |                                           |                         |
| 1986.1.6  | 1993.3.28  | FNNスーパータイム                            | FNN FTVテレポート                         | FNN FTVテレポート                         |                         |
| 1993.3.29 | 1997.3.30  | FNN FTVテレポート                            | FNN FTVテレポート                         | FNN FTVテレポート                         |                         |
| 1997.3.31 | 1998.3.29  | FNN FTVニュース555 テレポート ザ・ヒューマン | FNN FTVニュース テレポート ザ・ヒューマン | FNN FTVニュース テレポート ザ・ヒューマン |                         |
| 1998.3.30 | 2000.4.2   | FNN FTVスーパーニュース テレポート           | FNN FTVスーパーニュース テレポート        | FNN FTVスーパーニュース テレポート        |                         |
| 2000.4.3  | 2001.4.1   | FTVスーパーニュース FNN                      | FTVスーパーニュース FNN                   | FTVスーパーニュース FNN                   |                         |
| 2001.4.2  | 2003.3.30  | FTVスーパーニュース FNN                      | FNN FTVスーパーニュースWEEKEND            | FNN FTVスーパーニュースWEEKEND            |                         |
| 2003.3.31 | 2007.4.1   | Lばんスーパーニュース                        | FNN FTVスーパーニュースWEEKEND            | FNN FTVスーパーニュースWEEKEND            |                         |
| 2007.4.2  | 2013.3.31  | FTVスーパーニュース                          | FTVスーパーニュース                       | FNN FTVスーパーニュースWEEKEND            |                         |
| 2013.4.1  | 2015.3.29  | FTVスーパーニュース                          | FTVスーパーニュース                       | FTVスーパーニュース                       |                         |
| 2015.3.30 | 2018.4.1   | FTVみんなのニュース                          | FTVみんなのニュース                       | FTVみんなのニュース                       |                         |
| 2018.4.2  | 2019.3.31  | FTVテレポートプラス                          | FTVテレポートプラス                       | プライムニュース イブニング               |                         |
| 2019.4.1  | 2020.9.27  | テレポートプラス                             | テレポートプラス                          | FNN Live News it!                         |                         |
| 2020.9.28 | 現在       | テレポートプラス                             | テレポートプラス                          | FNN Live News イット!                     |                         |

## 備考
- 当番組17時台のメインコーナー『キカク!』の一部の回は、日曜 6:15 - 6:30枠にて放送されている『キカク!プラス』で一部再編集された上で再放送されている（放送される回は順序関係無く、概ね放送日の1ヶ月前に本番組で放送された内容が放送されている）。
- 2019年10月14日は、同月12日 - 13日に福島県内に接近し甚大な被害が出た台風19号に関する報道のため、16:45 - 16:50のオープニングと17時台のローカルパートを休止。各種番組表では『テレポートプラス』ではなく『Live News it!』とクレジットされた。そのため、東京発の内容を臨時に15:25から18:14まで[注釈 5]時間拡大ネットした（18時台のローカルパートは通常通りの放送）。
- 2019年10月15日以降、一時期台風19号関連ニュースやライフライン情報を伝えるため、夕方5時台の『キカク！』などをすべて休止していた時があった。
- 2021年2月14日は、本来当番組の放送がない日曜日だったが、前日の13日23:08頃に福島県沖地震が発生したことを受けて、9:00 - 10:00に『報道特別番組　福島県震度6強』を当番組のフォーマットで放送し、坂井・八重樫・斎藤がスタジオから、豊嶋・日野・幡谷が中継先から出演した（Youtubeの福テレ公式チャンネルでも同時配信）。

## 不祥事
- 2020年9月21日放送分の「福テレ空ネット」内で、大阪大学教授の三浦麻子や慶應義塾大学准教授の平石界らの研究グループが同年3月から4月にかけて、日本、アメリカ、イギリス、中国、イタリアの5か国を対象に行った新型コロナウイルスの意識調査をフリップで取り上げた際、「新型コロナに感染した人がいたら本人のせいだと思う」という質問で、日本・アメリカ・イギリスの調査結果[注釈 6]の横棒グラフの目盛りが80%～100%の間のみ示し、日本の「そう思う」が棒の面積の大半を占め、多数派だと錯覚しやすい見た目になっていた。放送後、Twitter上ではフリップのキャプチャーが広められ、リツイート数は5万を超え、酷評が相次いた。同年9月21日に当番組とTwitterで謝罪した。福島テレビは「放送したグラフは0%ではなく80%から始まっていて、日本では『思う』と回答した人が大半を占めているように見える表現となっていました」と落ち度を説明し、「日本で『新型コロナの感染は本人のせいだと思う』と回答した人は15.25%。全体で見ると少数派ですが他国と比較すると多い結果で、これを踏まえたうえで『誰でも新型コロナに感染する可能性がある』こと。そして『感染した人が悪い訳では無い』とお伝えしようとしていました」と本来の意図を明かし、目盛りが0%が起点となった修正版を掲載した[9][10]。福島テレビ編成部はグラフについて、福島県白河市が新型コロナウイルスの感染者らへの差別や誹謗中傷をなくそうと制定を目指す「思いやり条例」を報じた際に、背景の説明として用いたとしている。グラフの起点は当初、0%になっていたが、制作過程で抜け落ちてしまったという。同社編成部は「気がつかなかったのは我々の体制の不備でした。私たちも初めてのツイッターでの炎上でしたので、今の時代はテレビの外でもこうしたリスクがあると今回の件で十分に認識いたしました。そうした点にも配慮しながら今後放送していきたいと考えています」と述べ、同社は今回の事例を社内で共有し、再発防止に努めるという[10]。